# كلوديا موري
كلوديا موري (بالإيطالية: Claudia Mori) هي موسيقية ومغنية وممثلة إيطالية، ولدت في 12 فبراير 1944 بروما في إيطاليا. بدأت مشوارها المهني سنة 1960.

## أعمال

### أفلام
- (1979) سلالة

## وصلات خارجية
- كلوديا موري على موقع IMDb (الإنجليزية)
- كلوديا موري على موقع ألو سيني (الفرنسية)
- كلوديا موري على موقع ميوزك برينز (الإنجليزية)
- كلوديا موري على موقع أول موفي (الإنجليزية)
- كلوديا موري على موقع قاعدة بيانات الأفلام السويدية (السويدية)
- كلوديا موري على موقع ديسكوغز (الإنجليزية)
- كلوديا موري على موقع قاعدة بيانات الفيلم (الإنجليزية)
- كلوديا موري على موقع كينوبويسك (الروسية)